# 그랜드강 교통
그랜드강 교통(영어: Grand River Transit, GRT)은 캐나다 온타리오주 워털루 지방자치구에서 대중교통을 운행하는 기관이다. GRT는 주로 키치너, 워털루, 케임브리지에 시내버스를 운행하며, 키치너와 워털루를 잇는 ION 경전철 또한 운행하고 있다.
기관명은 워털루 지역에 흐르는 강인 그랜드강의 이름을 따서 지어졌으며, 20세기 초반에 운행하던 철도 회사인 그랜드강 철도의 이름과 연상된다.

## 역사

### 초창기
워털루 지역의 대중교통 역사는 1886년에 베를린 및 워털루 시가철도(Berlin and Waterloo Street Railway)가 설립될 때로 거슬러 올라간다. 1888년에는 킹 스트리트를 따라 베를린(오늘날의 키치너)과 워털루를 잇는 마차철도가 운행하였고, 이듬해인 1889년에는 개방형 차량 8대, 비개방형 차량 8대, 덮개가 있는 커다란 썰매 3개로 운행하였다. 노선은 워털루의 시더 스트리트(오늘날의 브리지포트 로드)에서 키치너의 스콧 스트리트까지 운행하였다. 또한 지선으로 빅토리아와 베버 스트리트에 위치한 그랜드 트렁크 철도(이후 캐나디안 내셔널 철도)의 철도역까지도 이어졌다.
워털루 지역에 전기철도가 운행을 시작한 건 1894년 7월 26일, 골트 및 프레스턴 시가철도(Galt and Preston Street Railway)가 킹 스트리트를 따라 오늘날의 케임브리지까지 운행을 개시하면서였다. 이 노선은 이후 프레스턴에서 헤스플러까지 연장되었고, 1904년 10월 6일에는 프레스턴 및 베를린 철도(Preston and Berlin Railway)가 운행을 시작하였다. 후자는 베를린까지 전차 노선을 연장하였다. 이 모든 철도회사는 1908년 1월 1일에 하나로 통합되어 베를린, 워털루, 웰즐리, 휴론호 철도(Berlin, Waterloo, Wellesley and Lake Huron Railway)가 되었다. 1914년, 베를린, 워털루, 웰즐리, 휴론호 철도는 캐나디안 퍼시픽 철도에 임차하였고, 캐나디안 퍼시픽 철도는 이 철도 회사 이름을 그랜드강 철도회사(Grand River Railway Company)로 바꾸었다.
한편 베를린 및 워털루 시가철도는 1895년 5월 18일에 기존 선로를 개량하고 마차철도를 전철화하였다. 또한 킹 스트리트를 따라 워터 스트리트에서 앨버트 스트리트까지 선로를 복선화하였다. 1901년 1월 7일에 베를린 및 브리지포트 노면전기철도(Berlin and Bridgeport Electric Street Railway)가 발족하여 1902년에 브리지포트까지 전차 노선을 개통하였다. 회사 측은 엘로라와 퍼거스에도 전차를 확장할 계획이었고 1912년에는 베를린 및 노던 철도(Berlin and Northern Railway)로 이름을 바꾸었지만 이는 이루어지지 못했다. 이후 1923년, 키치너시는 베를린 및 노던 철도를 인수하고 전 베를린 및 워털루 시가철도와 합병하였다.

### 키치너공공시설위원회
워털루 지역의 노면전차 운행은 키치너공공시설위원회(Kitchener Public Utilities Commission)의 손으로 넘어가게 되었다. 1939년, 공공시설위원회는 샌포드 피셔와 H. 아펠이 소유한 사립 버스회사를 인수하여 1940년 6월 1일에 브리지포트 노면전차의 운행을 중단하였다. 키치너 기차역까지 운행하는 노면전차는 이후 1941년에 운행을 중단하였고, 1942년에 들어서서 노면전차 노선 길이는 16.6km에서 10.9km로 줄어들었다.
그랜드강 철도는 이리호 및 노던 철도와 연계해 이리호에 있는 포트도버까지 광역 전철을 계속해서 연계 운행했지만, 이 또한 운행 횟수가 점차 줄어들었다. 프레스턴과 골트 사이를 운행하던 노면전차는 대신 키치너와 골트 사이를 운행하는 버스로 대체되었고, 토론토와 윈저, 디트로이트 사이를 운행하는 열차로 갈아탈 수 있었다. 자가용이 보편화되면서 광역 전철은 1955년 4월 24일에 운행을 중단하였다. 캐나다 퍼시픽 철도는 골트와 키치너 구간을 1961년 6월 19일까지 운행하였다.
하지만 대중교통에서 전기가 완전히 자취를 감춘 건 아니었다. 2차 세계 대전 이후 유지 보수가 제대로 이루어지지 않았지만 공공시설위원회는 키치너 록웨이에서 오늘날 워털루의 유니버시티 애비뉴까지 트롤리버스를 개통하였다. 트롤리버스는 1973년 3월 26일까지 운행하였고 이후 디젤 버스로 대체되었다. 그 사이 키치너공공시설위원회는 키치너교통(Kitchener Transit)으로 이름을 변경하여 키치너와 워털루에서 대중교통을 운행하였다. 그랜드강 철도가 운행을 중단하면서 골트공공시설위원회는 1962년에 시내버스를 별도로 운행하였고, 1973년 1월 1일에는 골트, 프레스턴, 헤스플러를 운행하는 케임브리지교통(Cambridge Transit)으로 재개편되었다.

### 도시 팽창
2차 세계대전 이후, 키치너는 물론 골트와 프레스턴은 새로운 이민자들이 유입하면서 인구가 가파르게 증가하고 있었다. 1941년에 워털루의 인구는 8,968명이었고, 1948년에는 시로 승격했으며, 1951년에는 인구가 11,991명으로 증가하였다. 1961년에는 인구가 두 배 가까이 늘어나 21,336명을 기록하였다. 키치너의 인구는 1951년에 44,867명이었지만 10년 뒤에는 74,485명으로 대폭 증가하였다.
하지만 이는 대부분 인구 밀도가 낮은 자동차 위주의 도시 성장이었으며, 북미 대부분 도시와 같이 전기철도가 자취를 감추면서 고속도로가 지어지고 교외 지역이 팽창하였다. 1960년대 말에 들어서서 키치너는 시내의 오래된 산업체가 문을 닫고 기업들이 외곽 지역에 자리를 잡는 등의 도심 공동화 현상이 가속되고 있었다.
이와 동시에 광역 토론토 지역이 계속 팽창하면서 온타리오주는 1973년에 도시 팽창을 제어하고자 토론토 인근에 있는 카운티 및 지자체 여러 곳을 하나의 지방자치구로 묶어 복층 지방자치체를 설립하였다. 이에 따라 워털루 카운티를 대체할 워털루 지방자치구가 발족하였고, 여기에는 노스덤프리스, 윌못, 웰즐리, 울릭 타운십과 워털루, 키치너, 케임브리지시가 편입되었고, 프레스턴, 헤스플러, 골트와 블레어는 케임브리지시로 편입되었고, 브리지포트는 키치너시로 편입되었다.

### 초창기 도시철도 계획
워털루 지역의 계획가들은 키치너와 워털루 시내에서 외곽 지역으로 이어지는 도시철도 노선을 짓고자 하였다. 1960년대 말, 키치너에서 프레스턴까지 잘 사용하지 않는 기존 철도 노선에 토론토로부터 중고 PCC 노면전차를 매입해 운행할 계획이었는데, 토론토 교통국이 노면전차 매입을 위해 제시한 금액이 너무 비쌌던 관계로 무산되었다. 이후 1976년, 워털루 지방자치구는 지역공식정책계획(ROPP)을 수립하였고, 이 계획에는 킹 스트리트를 따라 키치너와 워털루 사이에 도시철도 노선을 건설하고, 역 주위에 고밀도 부동산 개발을 염두해두었다.
하지만 도시철도 건설 비용과 부동산 매입 비용으로 이 계획은 긴 시간동안 별다른 성과를 보지 못했다. 하지만 1990년대에 들어서서 도시 팽창이 걷잡을 수 없이 퍼져나가 외곽의 농촌 지역으로 퍼져나가는 것은 시간 문제였다. 게다가 워털루 지역은 도시 팽창으로 지하수함양이 고갈되어 식수가 모자라게 되고, 이에 따라 오대호까지 막대한 돈을 들여 수로를 파야 하는 상황에 놓일 수 있어 고민이 깊어졌다.
1990년대 말, 워털루 지역과 하위 지자체 간의 권한을 조정하는 작업이 이루어졌는데, 이후 워털루 지방자치구는 1999년 6월에 키치너교통(Kitchener Transit)과 케임브리지교통(Cambridge Transit)은 오늘날의 그랜드강교통(Grand River Transit)으로 통합하기로 하고, GRT는 2000년 1월 1일에 발족하였다. 지역 내 토지 이용 및 대중교통 계획 소관을 하나의 정부가 수립하게 되면서 워털루 지역은 2003년 6월에 지역성장관리전략을 수립하였다.

### 익스프레스(iXpress)
워털루 지역은 북미의 다른 도시처럼 바둑판식 도로망이 아니고 지형에 따라 자연스럽게 형성된 도로가 오늘날까지 이어지고 있는데, 이에 따라 워털루와 키치너를 잇는 도로는 몇 개 존재하지 않았고, 이에 따라 추후 개통한 경전철 노선을 구상하는 것도 그렇게 어렵지는 않았다. 워털루와 키치너, 케임브리지의 대부분 목적지는 한 노선으로 이을 수 있었으며, 지역의 두 쇼핑몰과 두 대학교는 물론 세 도시의 중심부를 잇는 선형을 그리는 건 당연한 수순이었다.
경전철에 대한 첫 계획은 2002년 4월에 발표되었는데, 키치너 시내에서 워털루 북부까지 경전철 노선을 신설하고, 워털루 대학교에서 세인트제이콥스 시장까지 기존 화물 선로를 활용하여 잇는 방안이 제시되었다. 키치너 시내에 추후 지어질 컨벤션 센터도 잇는 이 노선은 처음에 공사 비용이 2억 5,600만 달러(2024년 기준 4.03억 달러)가 들어갈 것으로 추정하였다. 2003년 6월, 이 계획은 한층 더 다듬어져 컨벤션 센터를 경유하지 않는 대신 노선 남부 종점을 페어뷰 몰까지 연장하고 북쪽 종점을 코네스토가 몰까지 연장하면서 공사 예산은 총 2억 6천만 달러(2024년 기준 4.09억 달러)로 추정하였다.
경전철 계획을 세우면서 워털루 지역은 경전철 연선을 따라 승객 수를 늘릴 방법을 모색하였다. 캐나다 교통부에서 받은 도시교통쇼케이스제도(Urban Transport Showcase Program) 지원금을 통해 그랜드강 교통은 키치너 시내와 워털루 대학교를 잇는 급행 버스의 운행을 시작하였다. 이 버스가 워털루 북부와 대학교 사이에 있는 철로를 따라 운행하진 않았지만 승객 수는 늘어났고, 이에 따라 워털루 지역은 2005년 9월 6일에 이 노선을 '익스프레스'(iXPress)로 재개편하였다. 익스프레스 노선은 골트에 있는 에인슬리가 터미널(Ainslie Street Terminal)에서 코네스토가 몰까지 대부분 경전철 건설을 계획했던 구간을 따라 운행하였다. 익스프레스 노선은 워털루 북부에서 케임브리지 남부까지 한 시간 남짓으로 버스 소요 시간을 절반으로 줄였고, 이후 승객 수가 자연스럽게 늘어나면서 버스 운행 빈도도 늘어났다.
워털루 지역은 '중앙대중교통연선'(Central Transit Corridor)이라고 불리는 이 노선의 교통수단을 두고 모노레일부터 개인 고속 수송 시스템(PRT)까지 다양하게 검토하였으나, 실험적인 교통수단은 이 노선에 적합하지 않다고 결론을 내렸고, 익스프레스 버스에 승객이 늘어나면서 이후 교통수단은 경전철 쪽으로 가닥을 잡기 시작하였다.

### 정치 논쟁
2007년 7월, 온타리오주가 대중교통 건설 계획인 무브온타리오 2020(MoveOntario 2020)를 발표하면서 워털루 지역의 경전철 계획에 대한 논의도 계속되었다. 무브온타리오 2020은 토론토 대도시권과 워털루 지역의 최대 50개의 대중교통 노선 신설 및 연장 등의 사업을 지원하는 계획이였고, 이 중에는 워털루 지역의 경전철 노선 건설이 유력한 사업으로 떠올랐다. 온타리오주는 기존에 연방 및 주 정부가 35-65 비율로 지원하면서 지자체가 비용을 부담할 필요가 없다고 단언하였다. 하지만 경전철 사업은 워털루 지역이 자가용 대신 대중교통을 이용하는 승객들을 우선시한다는 점에서 일부에게는 논란이었다. 이에 더해 당시 온타리오주 교통부 장관이었던 캐슬린 윈이 주 정부가 경전철 건설 비용에 최대 3억 달러(2024년 기준 4.35억 달러)만 지원할 수 있다고 하였는데, 경전철 1단계 건설 비용이 8억 1800만 달러(2024년 기준 11.87억 달러)에 달해 예산이 부족하였다.
지역 단체들은 경전철 계획을 두고 찬반 진영으로 나뉘었다. 경전철 찬성 측은 '세도시교통행동단체(Tri-Cities' Transport Action Group, TriTag)'라는 단체를 설립하였고, 반대 측은 '합리적인 대중교통을 위한 납세자의 모임(Taxpayers for Sensible Transit, T4ST)'을 설립하여 워털루 지역은 경전철 보다는 버스를 더 투입하는 게 낫다고 주장하였다.
2010년 10월, 온타리오주 지방선거일이 다가오면서 경전철 건설을 두고 지역 언론과 바깥에서 열띤 논쟁이 이어졌다. 경전철 반대 세력은 찬성 세력에 맞서 선거 유세를 벌였고 오타와시가 경전철을 지으려던 계획이 취소되면서 이 또한 선거에 영향을 미쳤다. 하지만 2010년 9월 2일, 스티븐 하퍼 캐나다 총리가 워털루 지역 경전철 건설에 2억 6,500만 달러(2024년 기준 3.68억 달러)를 지원하면서 상황이 달라졌다. 경전철 건설 비용이 일부 충당되었지만 워털루 지역 또한 2억 5천만 달러 가량을 부담해야 했다.
2010년 11월, 워털루 지역 주민들은 경전철을 지지한 시의원 대부분을 재선출하였다. 경전철 사업이 궤도 위에 올랐음에도 불구하고 지역 단체들은 사업 비용과 규모에 대해 여전히 논쟁을 벌이고 있었다. 더그 크레이그 케임브리지 시장은 키치너와 워털루에 철도가 우선 개통하고 케임브리지는 급행버스에 의존해야 했다는 점에 불만을 표했다. 또한 이 사업을 두고 정치인들이 이해충돌 선언을 하면서 상황은 더 복잡해졌다. 경전철 연선을 따라 워털루 지역 중심의 인구 밀도를 높이고자 하는 계획도 같이 있었던 만큼, 추후 개통하는 경전철역 반경 800미터에 부동산을 소유하고 있는 자는 지역 의회 표결에 참석할 수 없었는데, 여기에는 경전철 사업에 적극 반대하던 크레이그 케임브리지 시장과, 경전철을 적극 지지한 켄 실링 워털루 지역 의장이 포함되어 있었다.
논란 끝에 2011년 6월 15일에 열린 회의에서는 지역 의원들이 찬성 9표, 반대 2표로 경전철 건설에 찬성하였다. 하지만 이는 끝이 아니였는데, 추후 지어질 경전철에 대한 설계와 계약서 내용 작성을 두고 2년 동안 논의가 계속 오갔다. 워털루 지역 설계가들은 민관파트너십(PPP) 모델을 채택하여 제3자가 앞으로 30년 동안 경전철의 설계, 건설, 비용 충당, 운영 및 보수를 맡기로 하였다. 워털루 지역은 또한 메트로링스가 봄바디어 트랜스포테이숀에 이미 주문한 경전철 전동차에 더해 아이온 경전철용으로 14대를 주문하였다.
2014년에는 지방선거가 또다시 다가오고 있었다. 경전철 반대 측은 경전철을 다시 선거 주제로 내세웠고, 워털루 지역의 주요 사업가인 제이 아이사가 지역 의장 자리를 두고 켄 실링에 맞서 도전장을 내걸었다. 아이사는 또한 경전철 사업의 중단을 요청하는 가처분 소송을 법원에 제기했지만, 그의 변호사가 아이사의 경전철 반대 단체에 어떤 배후 세력이 있는지 제대로 밝히지 않은 점을 들어 이 사건은 3월 18일에 법원에서 기각되었다. 이 선거에서 경전철 반대에 초점을 맞추지 않은 더그 크레이그 시장을 제외하면 경전철에 반대하였던 의원들은 완패하였다. 아이사는 워털루 지역 역사상 지역 의장 선거를 위해 가장 많은 선거 자금을 투입했지만, 켄 실링은 득표율 58%로 재선에 성공하였다.

### 경전철 공사
2014년 8월 21일에 경전철 공사가 착공에 들어갔고, 착공식은 워털루 북부에 있는 더튼 드라이브에 위치한 차량기지에서 개최하였다. 2014년 하반기에는 대부분 차량기지를 짓고, 워털루 시내의 캐롤라인 스트리트의 배관을 이전하는 등의 공사가 진행되었다.
2015년부터는 공사가 본격적으로 진행되었다. 시공사인 그랜드링크(GrandLinq)는 여러 곳에서 동시에 공사를 진행하였으며, 이에 따라 워털루의 킹 스트리트가 폐쇄되었고, 워털루 북부의 베어링어 로드에 첫 철도가 놓이고, 차량기지 건물을 짓는 공사도 계속되었다.
그랜드링크는 도로 폐쇄에 따른 지역 주민들의 불편은 물론, 세인트제이콥스와 엘마이라 지역을 잇는 화물 철도 노선인 워털루 지선 운행도 감안을 해야 했다. 2015년 7월, 그랜드링크는 화물 철도 운행의 차질을 최소화하기 위해 워털루 공원의 로럴 하천에 있는 철교를 닷새 만에 철거하였고, 2015년 8월에는 워털루 지선을 따라 워털루 공원에서 노스필드까지 선로가 놓였다.
워털루 북부의 킹 스트리트는 2016년 내내 폐쇄되었는데, 이 와중에 2016년 3월 14일에 공사 인부들이 킹 스트리트에 200년 전에 놓인 통나무 길을 발견하였다. 이 목재는 유럽인들이 워털루 지역에 처음 정착할 때 진흙탕인 도로를 건너기 위해 놓은 나무로, 역사적으로 중요한 가치를 지녔기에 문화재 보호법의 적용을 받게 되었다. 이에 따라 경전철 공사가 중단되고 고고학자들이 이곳에서 발견한 내용을 온타리오주 유산, 문화 및 스포츠부에 보고해야 했다. 통나무 길이 발견되어 공사는 6주 간 지연되었다. 두 번째 통나무 길은 2016년 5월에 코네스토가 종점 근처에서 발견되었지만, 공사가 크게 지연되지는 않았다.
그랜드링크는 공사 기일을 맞추기 위해 방법을 모색하였다. 경전철 공사에서 가장 시간이 많이 걸렸던 부분이 키치너 시내의 킹 스트리트에 지하도를 짓는 부분이였는데, 이곳에는 새로운 기차역은 물론 버스 터미널도 조성될 예정이었다. 2015년 12월에 개통할 예정이었던 경전철의 개통이 몇 주 지연되자 그랜드링크는 지하도 주위로 커다란 돔을 설치해 지하도 내부의 기온을 영상으로 올려 겨울에도 콘크리트를 부을 수 있게 하였다. 이 돔은 3층 건물 높이에 최대 200만 달러가 들어가 논란을 일으켰지만, 킹 스트리트 지하도를 어느 정도 기한에 맞추어 지을 수 있었다. 노선의 다른 곳에서도 공사장을 방수포로 감싸 겨울에도 콘크리트를 부을 수 있도록 하였다. 2016년 말에 들어서서 그랜드링크는 경전철 공사가 90% 완공되었다고 밝혔고, 대부분의 선로가 놓여졌고 정거장 시설도 거의 다 지어졌다. 이제 남은 건 킹 스트리트 지하도 뿐이였다.
그랜드링크는 2017년 9월 개통을 앞두고 발빠르게 공사를 진행하였지만, 지어진 선로에 운행할 전동차를 제조하는 회사는 따로 있었다. 봄바디어 트랜스포테이숀은 메트로링스가 광역 토론토 지역의 경전철 사업의 일환으로 주문한 전동차와 동시에 워털루 경전철 전동차도 제작하기로 했지만, 토론토 교통국의 플렉시티 노면전차 제작이 지연되면서 2016년 10월에 도착할 예정이었던 첫 시험 차량이 제때 도착하지 않게 되고, 개통일은 2018년으로 미루어졌다. 봄바디어는 이후 2017년 2월 15일에 첫 경전철 전동차가 선더베이 공장에서 출하 준비가 완료되었다고 밝혔고, 첫 전동차는 2월 27일에 도착하였다. 나머지 13대는 봄바디어의 밀헤이븐 공장에서 제작되어 2018년 6월에 도착할 예정이었으나, 그랜드링크의 특수 소프트웨어 요건으로 2018년 12월로 지연되었다. 개통일은 이에 따라 2019년 봄으로 미루어졌다. 2017년 11월 7일, 봄바디어 플렉시티 경전철 차량의 시운전이 시작되었고, 개통일 직전까지 시운전은 계속되었다.
2019년 5월 8일, 워털루 지방자치구는 ION 경전철이 그해 6월 21일에 개통할 예정이며, 개통식은 오전 10시 30분에 개최된다고 밝혔다. 개통 시기가 여름이였기 때문에 평일 낮 시간대에는 10분 간격으로, 나머지 시간대에는 15분 간격으로 운행하게 되었다. 가을에는 학생들이 돌아오는 대로 평일 등하교 시간대에는 8분 간격으로 운행하게 되었다. 2019년 6월 21일, 경전철이 본격적으로 개통하였고 시공사인 그랜드링크, 경전철 운행사인 케올리스, 워털루 지역 직원들이 승객들에게 지도와 기념품 등을 나눠주었다. 개통식에는 마이크 머레이 워털루 지역 행정총무, 카렌 레드먼 워털루 지역 의장, 라주 사이니 키치너 센터 연방의원, 마이크 해리스 키치너 코네스토가 주의원, 데이비드 반더위 봄바디어 트랜스포테이숀 미주 지역대표, 톰 갤러웨이 워털루 지역의원이 참석해 연설하였다.

## 체계
그랜드강 교통은 경전철과 시내버스는 물론 장애인과 노약자 승객을 위한 보조 교통수단을 운행하고 있다.

### ION 경전철및 버스

ION 경전철 노선도

ION은 워털루와 키치너를 남북 축으로 잇는 경전철 노선으로, 2019년 6월 21일에 개통하였다. 그랜드강 교통의 200번 익스프레스(iXpress) 급행 노선이였던 이 노선은 승객 수가 늘어나면서 경전철 노선으로 개통하였다. 2019년에 개통한 1단계 구간은 301번이란 노선 번호를 달고 워털루 북부의 코네스토가 몰과 키치너 남부의 페어웨이 몰 구간을 운행하고 있으며, 2단계 연장 공사는 키치너에서 케임브리지 시내의 골트 지역까지 잇게 되며 2028년에 착공할 예정이다. 2단계 연장을 앞두고 현재 이 구간은 302번 ION 간선급행버스체계(BRT) 노선으로 운행하고 있다.
ION 경전철과 버스는 매일 오전 5시부터 자정까지 운행하며, 평일 출근 시간대부터 퇴근 시간대까지는 10분 간격으로, 나머지 시간대에는 15분 간격으로 운행하고 있다.

### 익스프레스

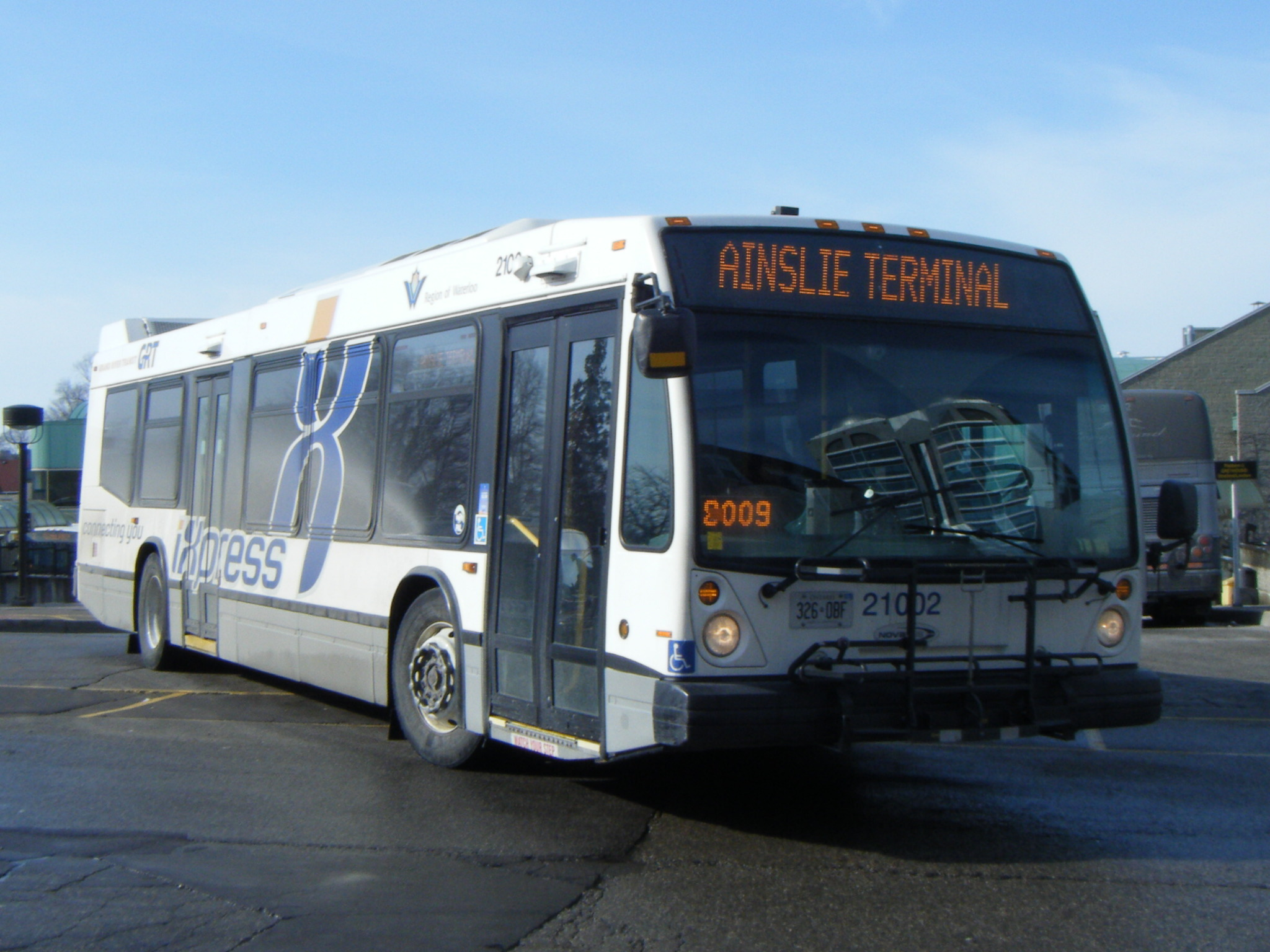
익스프레스(iXpress) 버스

그랜드강 교통은 키치너, 워털루, 케임브리지의 주요 도로를 잇는 6개의 급행버스 노선인 익스프레스(iXpress) 노선을 운행하고 있다. 익스프레스 노선은 2005년 9월에 연방 정부의 도시교통쇼케이스프로그램(Urban Transportation Showcase Program)의 일환으로 운행을 개시하였다. 2009년 가을에 들어서서 평일 기준 하루 평균 8,400명이 익스프레스 노선을 이용하였고, 이용객 수는 꾸준히 증가하였다. 2010년, 워털루 지역은 지역교통기본계획을 수립하였고, 앞으로 승객 수가 늘어날 것으로 예상되는 노선 7개를 선정하였다. 익스프레스로 지정된 노선은 피셔-홀맨(Fischer-Hallman), 유니버시티(University), 하이랜드/빅토리아 노스(Highland/Victoria North), 오타와(Ottawa), 호머 왓슨/메이플그로브(Homer Watson/Maplegrove), 코로네이션(Coronation)과 케임브리지(Cambridge) 노선 등이였다. 이 중에서 케임브리지 버스 노선은 302번 ION 버스로 대체되었고, 나머지 익스프레스 노선은 2018년 오타와 버스 노선을 마지막으로 순차적으로 운행을 개시하였다.

### 시내버스
그랜드강 교통은 키치너, 워털루, 케임브리지, 엘마이라, 뉴햄버그 지역에 50개가 넘는 버스 노선을 운행하고 있다. GRT의 모든 버스는 휠체어 및 교통약자 승객이 이용할 수 있는 저상버스로, 버스 내부에 휠체어 램프도 있다. GRT는 또한 새로 운행하는 동네와 새로운 노선에는 버스플러스(BusPlus)라는 소형 버스를 운행하는데, 19인승 버스에는 리프트와 휠체어 전용 공간이 마련되어 있다. 일반 버스는 매일 오전 5시부터 자정까지 운행하며, 목요일부터 토요일 밤에 한해 키치너 시내와 워털루 대학교 등지를 잇는 심야버스가 자정부터 새벽 2시까지 운행한다. 자세한 노선 목록과 운행 정보는 워털루 지역의 시내버스 노선 목록을 참조한다.

#### 수요응답형 버스
GRT는 77번 윌못(Wilmot)과 79번 브레슬로(Breslau) 버스를 수요 응답형 버스로 운행하고 있다. 77번 윌못 버스는 뉴햄버그에서 워털루의 보드워크역까지 운행하며, 정규 정류장이 16개이고 수요 응답형 정류장이 13개이다. 수요 응답형 정류장에서 버스를 이용하고자 하는 승객은 평일 오전 8시부터 오후 5시 사이에 GRT 고객센터 번호인 1-519-585-7555에 전화한 다음 3번을 눌러 사전에 예약할 수 있다. 79번 브레슬로 버스는 키치너 시내에서 브레슬로 지역을 오가는 버스이며, 평일 오전 6시부터 10시까지, 오후 2시부터 6시까지, 또한 오후 10시 45분부터 11시 45분까지 GRT 플렉스(Flex) 앱을 통해 출발 이틀 전까지 사전에 예약할 수 있다. 이 버스는 워털루지역국제공항을 이용하는 승객 또한 이용할 수 있다.

### 모빌리티플러스
그랜드강 교통은 거동이 불편한 노약자나 장애인 등 교통약자를 위해 모빌리티플러스(MobilityPlus)라는 작은 버스를 운행하고 있으며, 모빌리티플러스에 등록한 승객은 케임브리지, 키치너와 워털루 시내의 어디든지 버스를 사전 예약해 이용할 수 있다. 모빌리티플러스에 신청하려면 신청서와 신청자가 일반 버스를 이용하기 힘들다는 의료 종사자의 소견이 필요하다.

## 요금
그랜드강 교통의 경전철, 버스 및 보조 교통은 단일 요금으로 이용할 수 있으며, 요금은 현금, 티켓, 이지고(EasyGO) 교통카드, GRT 페이(GRT Pay) 및 트랜싯(Transit) 앱 등 다양한 수단으로 지불할 수 있다.

### 현금
워털루 지역의 버스나 보조 교통을 이용하는 경우에는 승차할 때 현금으로 요금을 지불할 수 있으며, 2025년 7월 1일 기준 현금 요금은 4달러이다. 버스를 이용할 때에는 캐나다 달러 동전을 주입기에 집어넣어야 한다. 버스 계수기는 지폐나 1센트 동전을 받지 않으며, 돈을 거슬러주지 않기 때문에 정확한 액수의 동전을 가지고 타야 한다. 동전을 집어넣으면 계수기에서 돈을 얼마나 집어넣었고 돈이 얼마나 필요한 지 나온다. 요금을 전액 지불하면 다른 버스나 경전철로 갈아탈 수 있는 환승 표를 받아갈 수 있는데, 계수기 화면에 있는 환승 표 버튼이 파란색으로 바뀌면, 밑에 있는 검정색 버튼을 눌러 환승 표를 가져간다. 환승 표는 표가 발권된 시점으로부터 120분 동안 유효하다.
ION 경전철을 이용할 경우에는 경전철 정거장에 있는 자판기에서 일회용 표를 현금으로 구매할 수 있는데, 일회용 표는 자판기에서 발권된 시점으로부터 120분 동안 유효하다. 일회용 표를 사용하려면 자판기나 카드 단말기에 태그하여야 한다.

### 티켓
그랜드강 교통의 자판기에서는 1회권 외에도 종이로 된 다회권을 구매할 수 있는데, 1회권이 3달러 75센트인 반면 다회권은 1회당 3달러 50센트로, 최소 5회에서 최대 15회까지 구매할 수 있다. GRT 자판기는 각 경전철역에 위치해있으며, 다회권은 현금이나 직불, 신용카드로 구매할 수 있다.

### 이지고 카드
이지고(EasyGO) 카드는 그랜드강 교통에서 쓰이는 교통카드로, 교통카드에 잔액이나 정기권을 충전할 수 있다. 이지고 카드는 GRT 홈페이지나 키치너 킹 스트리트 105번지 또는 에인슬리 터미널에 위치한 GRT 고객센터나 GRT 요금 판매처, 경전철역 자판기 등에서 구매할 수 있으며, 카드 발급 비용은 5달러이다. 요금 충전은 최소 5센트, 최대 250달러까지 할 수 있으며, GRT 고객센터나 경전철역 자판기, GRT 요금 판매처 및 마이 이지고(My EasyGO) 홈페이지에서 요금을 충전할 수 있다. 온라인으로 요금을 충전하는 경우에는 충전된 잔액이 버스 단말기에 나타날 때까지 시간이 걸리는 관계로 24시간에서 48시간 후에 충전된 금액으로 요금을 지불할 수 있다.
이지고 카드는 무기명으로 이용이 가능하지만 카드를 마이 이지고 홈페이지나 GRT 고객센터에서 등록하면 분실 및 도난 시 카드를 교체할 수 있고 안에 들어있는 잔액 및 정기권도 보호받을 수 있다. 카드를 등록하면 잔액이 부족할 때 1회에 한해 무료로 대중교통을 이용할 수 있으며, 부족한 요금은 다음에 잔액을 충전할 때 차감된다. 카드를 등록하려면 이름, 주소, 이지고 카드 번호, 전화번호가 필요하며, 요금을 할인받을 수 있는 카드인 경우 생년월일도 필요하다.
이지고 카드를 통해 요금을 지불할 경우 1회 승차 시 연령에 상관 없이 요금이 3달러가 차감된다. 이지고 카드에는 정기권도 충전할 수 있는데, 1일권은 8달러, 1일 단체권은 12달러, 1개월권은 104달러이다.

### 모바일 앱
워털루 지역에서는 두 개의 모바일 앱을 통해 일회권 및 다회권 요금을 구매할 수도 있다. GRT 페이(GRT Pay) 또는 트랜짓(Transit) 앱을 구글 플레이 또는 앱 스토어를 통해 다운로드 받거나 GRT 페이 홈페이지에 방문한 뒤, 계정을 생성하여 로그인한 후, 원하는 티켓 수량 만큼 구매한 다음 요금 활성화(Activate ticket) 버튼을 누른 뒤 버스 기사에게 보여주거나 경전철에 그대로 탑승하면 된다. 요금은 이지고 카드와 마찬가지로 3달러이다.
계정을 생성한 뒤 요금 충전은 GRT 페이 앱, 트랜짓 앱, GRT 페이 홈페이지 또는 GRT 고객센터에서 직접 충전할 수 있으며, 고객센터에 직접 방문하는 경우 계정 정보가 필요하며, 앱 또는 홈페이지에서 충전하는 경우 신용카드 정보가 필요하다.

### 환승 및 검표
GRT는 요금을 처음 지불한 시점에서 지불 수단과 상관 없이 120분 동안 추가 요금 없이 다른 버스나 경전철로 갈아탈 수 있다. 버스에서 경전철로 갈아타는 경우 이지고 카드를 경전철 승강장에 있는 교통카드 단말기에 태그하면 무료 환승이 가능하고, 다회권이나 환승 표 또한 단말기에 스캔하여 승차할 수 있다. 경전철이나 버스에서 다른 버스로 갈아타는 경우 역시 이지고 카드, 다회권, 환승 표를 버스 내부에 있는 교통카드 단말기에 태그하면 무료로 환승할 수 있고, 환승 표는 정해진 시간 내에 QR 코드를 단말기에 탑재된 스캐너에 스캔하면 환승 처리된다.
GRT의 모든 교통 수단을 이용할 때에는 요금을 지불했다는 증명이 필요하다. 현금으로 요금을 지불한 경우 승차할 때 환승 표를 받아가야 하고, 이지고 카드나 다회용 티켓으로 요금을 지불한 경우에는 검표 시 이지고 카드나 티켓을 보여주고, 앱으로 지불한 경우에는 요금을 활성화한 뒤 해당 앱 화면을 보여주면 된다. 또한 워털루 대학교, 윌프리드 로리에 대학교 또는 코네스토가 대학 학생인 경우 유패스 또는 학기 패스가 포함된 학생증을 요금 지불 증명으로 쓸 수 있다. 요금을 지불하지 않거나 지불했다는 증명을 제출하지 않은 경우에는 워털루 지역 조례에 따라 서면 경고, 과태료 240달러 또는 대중교통 이용 금지 등의 행정처분을 받을 수 있다.

#### GO 트랜싯과의 환승
키치너역에서 GO 트랜싯 통근열차와 GRT의 시내버스 또는 경전철 간 환승하는 승객은 환승 할인을 통해 GRT를 무료로 이용할 수 있지만, GO 트랜싯에서 쓰는 교통카드는 GRT 카드와 다르기 때문에 두 카드의 연동이 필요하다. 키치너역에서 환승 할인을 받고자 하는 승객은 GRT 홈페이지나 고객센터 전화번호인 1-519-585-7555로 문의하여 프레스토 카드 번호와 이지고 카드 번호를 제시하면 두 카드를 연동할 수 있다. 통근열차에서 GRT로 환승하는 경우 프레스토 카드 단말기에서 GO 요금을 정산하고, 키치너역 앞에 있는 이지고 카드 환승 단말기에 태그한 다음, 이후 GRT 버스나 ION 경전철 단말기에 다시 한 번 태그하면 환승 처리되어 GRT를 무료로 이용할 수 있다. 반대로 GRT에서 통근열차로 환승하는 경우 GRT 요금을 정상적으로 지불하고, 키치너역에 도착하면 환승 단말기에 태그하면 GRT 요금이 반환되고, 기차역에 있는 프레스토 단말기에서 GO 요금을 지불하면 된다. GO 환승 할인은 통근열차에서만 이용이 가능하며, 버스에서 이용할 수 없다.

### 할인 제도
그랜드강 교통에는 대학생 할인, 저소득층 할인, 회사 단체 할인 등 다양한 요금 할인 제도가 존재한다.

#### 대학생
워털루 대학교, 윌프리드 로리에 대학교, 코네스토가 대학 재학생은 유패스(U-Pass)를 통해 대학 등록금에 대중교통 요금이 포함되어 있으며, 이 세 대학에 풀타임으로 수업을 듣는 모든 학생들이 유패스 참여 대상이다. 요금은 학기에 한 번씩 등록금을 통해 부과되며, 가을 학기는 9월부터 12월까지, 겨울 학기는 1월부터 4월까지, 여름 학기는 5월부터 8월까지이다. 2024년 9월 기준 유패스 요금은 학기당 118달러 97센트이다.
유패스에 가입하지 않은 다른 대학의 학생들도 학기 단위(4개월)로 정기권을 구매할 수 있는데, 학기당 312달러에 이용할 수 있다.

#### 저소득층
워털루 지역에 거주하는 저소득층 가구는 가구 구성원 전체가 1개월권, 1회권, 다회권 요금을 50% 할인받을 수 있다. 저렴한 대중교통 제도(Affordable Transit Program)에 지원하려면 워털루 지역에 거주하고 대학에 풀타임으로 재학하지 않는 18세 이상 저소득층 주민으로, 저소득층 정의는 캐나다 통계청에서 매년 발표하는 소득 수준(Low Income Cut-Offs) 이하에 해당하는 경우를 뜻한다. ATP는 GRT 홈페이지에서 지원할 수 있으며, 이후 워털루, 키치너 또는 케임브리지에 있는 지역사회복지 환영센터에서 다음과 같은 서류를 제출해야 한다. 주소를 증명할 수 있는 서류(운전면허증, 온타리오주 신분증, 정부에서 받은 우편, 공과금, 임대 영수증, 임차계약서, 주택담보대출 서류 중 하나)와 소득을 증명할 수 있는 서류(캐나다 국세청 소득확인서(Notice of Assessment), 소득증명서(Proof of Income), 사회복지사가 작성한 편지, 캐나다에 새로 정착한 경우 영주권 카드나 시민권 증서, 난민보호 서류, 취업 비자, 영주권 확인서 중 하나)를 제시하면 된다. 온타리오주에서 실업수당이나 장애수당을 받는 경우에는 생년월일과 SAMS ID 또는 사회보장번호를 제출해야 하고, 작년에 학교에 다녔던 졸업생인 경우 졸업 증명서 또한 제출해야 한다.
ATP에 승인되면 GRT 고객센터에 방문해서 ATP 전용 이지고 카드를 발급받아야 하는데, 카드 발급 비용은 5달러이다. 대중교통을 이용하는 모든 가구원은 고객센터에 직접 방문해 사진을 찍어 기명 교통카드를 발급받아야 한다. ATP 이지고 카드가 발급되면 1개월권을 구매하거나 교통카드에 잔액을 충전할 수 있다. ATP 이지고 카드는 1년 동안 유효하며 갱신하려면 다시 신청해야 하고, 카드에 남은 잔액은 고객센터 방문을 통해 새로운 카드로 이전할 수 있다.

#### 회사 단체 할인
워털루 지역에서 회사를 다니는 회사원은 회사 단체할인 제도인 트래블와이즈(TravelWise) 제도를 통해 대중교통 요금을 할인받을 수 있다. 트래블와이즈 참여 사업장에 다니는 직원은 일회권 요금과 1개월권 요금을 15% 할인받을 수 있다. 단체할인은 사업장 회사에 다니는 당사자만 할인받을 수 있으며, 친구나 가족은 해당되지 않는다. 단체할인을 받고자 하는 직원은 GRT 홈페이지에서 신청할 수 있으며, 집 주소와 회사명, 본인 사진을 제출해야 한다. 이지고 카드는 신청 2주 안에 집주소로 배송되며, 이후 마이 이지고 홈페이지에서 계정을 등록해 정기권을 구매하거나 잔액을 충전할 수 있다.
트래블와이즈 사업장으로 등록하는데 규모에는 제약이 없으나 사업장 내 풀타임 직원 수에 따라 회사에서 650달러에서 10,000달러를 지불해야 하고, 비영리 단체는 가입비의 20%를 할인받을 수 있다.

#### 참전용사
워털루 지역에 거주하는 만 65세 이상의 캐나다 국군 참전용사는 무료로 대중교통을 이용할 수 있다. 참전용사를 위한 이지고 교통카드는 GRT 고객센터인 1-519-585-7597(내선 7347)에 전화하여 신청서를 받을 수 있으며, 신청서를 작성해 GRT 본사에 우편이나 팩스를 보내야 한다. 신청서는 10~12 영업일 이내에 처리되며 승인된 경우 전화로 결과를 통보하고, 집 주소로 이지고 카드를 발송한다. 이지고 카드는 1년 동안 유효하며 매년 GRT 고객센터에서 갱신해야 한다.

#### 시각 장애인
캐나다국립시각장애인연구소(Canadian National Institute for the Blind)에 등록된 시각장애인은 CNIB 이지고 카드를 발급받아 무료로 대중교통을 이용할 수 있다. CNIB 이지고 카드는 본인 사진과 점자가 표기되어 있으며 다른 카드와 쉽게 구분할 수 있도록 되어있다. CNIB에 등록된 시각장애인은 GRT 고객센터인 519-585-7597(내선 번호 7347)에 전화해 이지고 카드를 발급받을 수 있으며, 발급된 카드는 1년 동안 유효하고 매년 GRT 고객센터에 방문해 갱신해야 한다.

#### 여름 기간
7월 1일부터 8월 31일까지 그랜드강 교통을 이용하고자 하는 승객은 6월 1일부터 GRT 고객센터에서 할인된 가격의 서머패스(Summer pass)를 구입할 수 있다. 서머패스는 2024년 7월 기준 163달러 20센트에 구매할 수 있다.

## 차량 및 시설

### 차량
그랜드강 교통은 초창기에 키치너 교통과 케임브리지 교통의 버스로 이루어졌으며, 이후 노바버스 LFS를 도입하였다. 이 버스 대부분은 2010년 이전에 퇴역하였다. 오늘날 그랜드강 교통은 250대가 넘는 일반 버스와 35대의 모빌리티플러스 보조교통 차량과 경전철 차량 15대로 구성되어있다.
ION 경전철은 봄바디어 트랜스포테이숀에서 제작한 플렉시티 프리덤 경전철 차량 15대가 운행 중이며, 모든 경전철 차량은 더튼 경전철 차량기지에서 관리하고 있다. 2017년부터 2018년까지 도입된 이 경전철 차량은 저상 차량이고 차량 양쪽 끝에 기관석이 있어 별도의 회차선이 필요하지 않다.
버스는 노바버스 LFS 시리즈 4세대 차량과 뉴플라이어 XD-40 기종으로 이루어져 있고, 2021년에 도입한 비시니티 클래식 차량도 운행하고 있다.

### 역과 터미널
그랜드강 교통은 경전철 개통 이전에는 케임브리지의 골트 시내에 위치한 에인슬리가 터미널(Ainslie Street Transit Terminal)과 키치너 시내에 위치한 찰스가 터미널(Charles Street Transit Terminal) 등 두 개의 터미널로 이원화되었는데, 경전철 개통 이후 찰스가 터미널이 폐쇄되고 GRT 고객센터가 프레데릭역 근처 사무실(105 King Street East)로 이전하였다.
ION 경전철의 모든 역은 자판기가 있고, 직원의 도움이 필요한 경우를 대비해 인터폰이 설치되어 있다. 워털루의 코네스토가 몰, 키치너의 페어뷰 파크 몰, 워털루 대학교에는 경전철역 근처에 버스 터미널이 존재한다. 또한 보드워크, 스탠리 파크 몰, 스포츠월드, 선라이즈 센터, 케임브리지 센터도 버스 환승센터로 무인으로 운영한다. GRT는 추후 코네스토가 대학 둔 캠퍼스에 터미널을 신설할 계획이다.

### 차고지 및 차량기지
그랜드강 교통의 버스 차고지는 총 세 곳이고 경전철 차량기지는 한 곳이다. 스트라스버그 로드 교통관제센터(Strasburg Road Transit Operations Centre)는 1976년에 개장하였으며, 250 Strasburg Road에 위치해있다. 이곳은 최대 250대의 버스를 수용할 수 있고, 키치너 지역 일대를 운행하는 버스가 이곳에 주박한다. 코네스토가 블루버드 교통관제센터(Conestoga Boulevard Transit Operations Centre)는 1967년에 개장해 GRT에서 가장 오래된 차고지이고, 460 Conestoga Boulevard에 위치해있다. 이곳은 최대 50대의 버스를 수용할 수 있고, 케임브리지 지역 일대를 운행하는 버스가 이곳에 주박한다. 노스필드 드라이브 차고지는 워털루의 규모가 커지면서 2022년에 새로 개장한 GRT의 세 번째 버스 차고지로, 300 Northfield Drive에 위치해있다. 이곳은 최대 200대의 버스를 수용할 수 있으며, 차량 점검 공간이 세 대, 정비 공간이 22대, 세차 시설이 두 대 있다. 이곳은 주로 워털루 지역을 운행하는 버스가 정박한다.
ION 경전철 차량기지는 노스필드역 근처에 있는 518 Dutton Drive에 위치해있으며, 이곳에서 워털루 경전철 차량의 주박 및 유지 보수가 이루어지고 있다. 경전철 차량기지는 2017년에 개장하였다.

## 조직 구조
그랜드강 교통은 캐나다 온타리오주의 복층 지방자치구인 워털루 지방자치구(워털루 지역)의 산하기관으로, 워털루 지역에는 키치너, 워털루, 케임브리지, 울릭, 윌못, 웰즐리, 노스덤프리스 등 7개의 하위 지자체가 있다. 워털루 지방자치구는 행정기관으로 지역 의회에서 GRT의 조직 운영 전략을 수립한다. 지방자치구 산하 부서로 교통과에서는 GRT의 버스 및 경전철을 관리한다.
GRT는 앞으로 10년 동안 이루어질 대중교통 확장 및 투자를 계획하기 위해 사업 계획을 수립하였다. 사업 계획은 일반 버스와 철도 계획, 모빌리티플러스 및 키와니스 교통 등 보조교통 계획, 타운십 교통 계획 및 요금 계획 등 총 네 부분으로 나뉘어진다. 일반 버스와 철도 계획에는 버스 배차 간격 개선, 일정한 시간표, 고속도로를 따라 운행하는 급행 버스, 케임브리지 남동부와 키치너 남서부, 워털루 북부 등 새로운 지역 운행, 심야버스 운행 등이 포함되어있다. 모빌리티플러스와 키와니스 교통 계획에는 고객 응대 개선, 운행 시간 확장 등 보조교통에 대한 전략적인 계획이 포함되었다. 타운십 계획은 엘마이라, 웰즐리, 브레슬로, 뉴햄버그, 에이어로 이어지는 정규 버스는 물론 일반 버스가 다니기에는 인구 밀도가 저조한 곳은 수요응답형 버스를 운행하는 방안이 포함되었다. 여기에는 브레슬로에 위치한 워털루 지역 국제공항까지 버스를 운행하는 방안도 포함된다. 마지막으로 요금 계획으로는 만 12세 이하 어린이들이 무료로 탑승할 수 있도록 하고, 저소득층을 위한 대중교통 할인을 개선하고, 추후 요금 인상은 대중교통 확장과 인플레이션을 감안하여 결정하고, GRT 페이에 사업장 단체할인을 포함하는 방안도 포함되었다.

## 참고 문헌
- Bow, James (2017년 3월 15일). “A History of Electric Transit in Waterloo Region, including the ION LRT” [ION 경전철을 포함한 워털루 지역의 전기 대중교통 역사]. 《Transit Toronto》 (영어). 2025년 3월 21일에 확인함.
- Mills, John M. (1977). 《Traction on The Grand: The Story of Electric Railways along Ontario's Grand River Valley》 [그랜드강의 견인차: 온타리오주의 그랜드강 계곡을 따라 달린 전기 철도 이야기] (영어). 몬트리올: Railfare Enterprises. 69쪽. ISBN 0-919130-27-5.
- Barich, Lee (2021년 1월 26일). 《Old Bones: A recent history of urbanmaking in Kitchener, Ontario through media analysis》 [오래된 근간: 미디어 분석으로 알아본 온타리오주 키치너의 근래 도심 형성 역사] (석사 논문). 2025년 3월 21일에 확인함.
- Farahani, Samira (2007). 《Impacts of the Introduction of an Express Transit Service in Waterloo Region》 [워털루 지역의 급행 버스 운행이 미치는 영향] (석사 논문). 워털루 대학교. 2025년 3월 23일에 확인함.